# Dipuo Peters

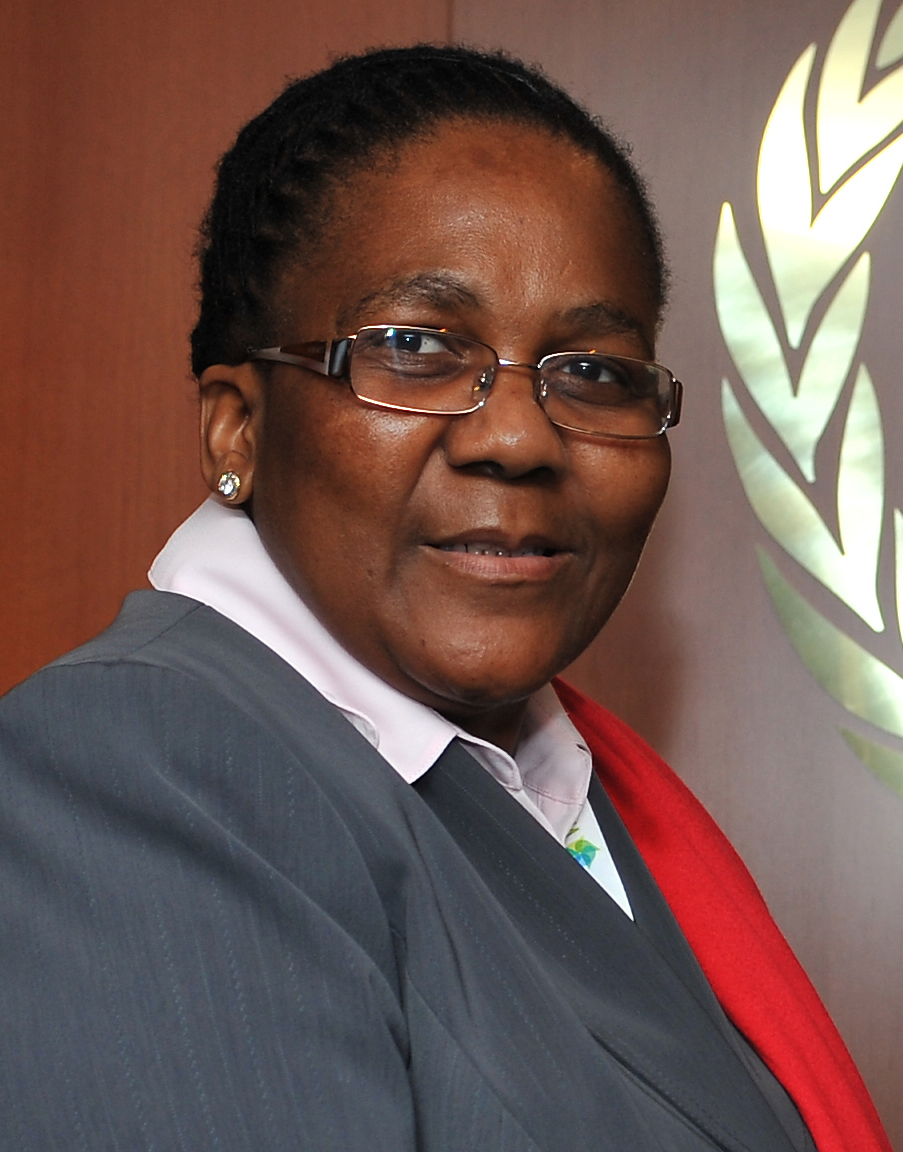
Elizabeth Dipuo Peters (2011)

Elizabeth Dipuo Peters (* 13. Mai 1960 in Kimberley, Kapprovinz) ist eine südafrikanische Politikerin des African National Congress (ANC), die zwischen 2004 und 2009 Premierministerin der Provinz Nordkap, von 2009 bis 2013 Energieministerin und zuletzt zwischen 2013 und 2017 Transportministerin war.

## Leben

### Abgeordnete der Provinz- und Nationalversammlung
Dipuo Peters besuchte die Tidimalo Junior Secondary sowie die Tshireleco Senior Secondary und begann danach ein Studium im Fach Soziale Arbeit an der University of the North, das sie 1987 mit einem Bachelor of Arts (B.A.) beendete. Im Anschluss war sie zwischen 1987 und 1990 Leiterin der Abteilung Frauen des South African Youth Congress (SAYC), eine dem ANC nahestehende Jugendorganisation, die sich 1990 mit dem offiziellen Jugendorganisation des ANC, der ANC Youth League (ANCYL), zusammenschloss. Daraufhin wurde sie 1990 selbst Sekretärin des ANCYL für Frauenangelegenheiten. 1994 wurde sie für den ANC erstmals Mitglied der Nationalversammlung und gehörte dieser bis 1997 an. Während ihrer Parlamentszugehörigkeit war sie Mitglied der Ausschüsse für Inneres, für öffentliche Arbeiten sowie für soziale Dienste und Gesundheit. In dieser Zeit absolvierte sie auch ein postgraduales Studium für Entwicklungspolitik an der 1959 gegründeten staatlichen Universität des Westkaps, welches sie 1996 mit einem Zertifikat beendete.
Nach ihrem Ausscheiden aus der Nationalversammlung wurde Dipuo Peters 1997 Mitglied der Provinzialversammlung (Provincial Legislature) der Provinz Nordkap und fungierte in dieser zwischen 1997 und 1999 als Parlamentarische Hauptgeschäftsführerin (Chief Whip) der ANC-Fraktion. Im Anschluss war sie von 1999 bis 2004 als Member of the Executive Council Gesundheitsministerin in der Provinzregierung von Premierminister Manne Dipico. In dieser Zeit absolvierte sie einen Studiengang für Verwaltungsmanagement an der Wirtschaftswissenschaftlichen Fakultät der Universität Kapstadt, den sie mit einem Zertifikat 2002 beendete. Einen weiteren Studiengang für Internationale Politikmanagement an der Universität von Havanna schloss sie 2002 ebenfalls mit einem Zertifikat ab.

### Premierministerin der Provinz Nordkap und Ministerin unter Präsident Zuma
Bei den Wahlen vom 14. April 2004 gewann der ANC 21 Sitze in der 30-köpfigen Provinzversammlung und lag damit mit deutlicher absoluter Mehrheit vor DA (3 Sitze), ID (2 Sitze), NNP (2 Sitze), CF+ (1 Sitz) und ACDP (1 Sitz). Darauf wurde Dipuo Peters am 26. April 2004 zur Nachfolgerin von Manne Dipico gewählt und am 30. April 2004 im Amt vereidigt. Das Amt der Premierministerin bekleidete sie bis zum 6. Mai 2009, woraufhin Hazel Jenkins ihre Nachfolgerin wurde.
Dipuo Peters wurde am 6. Mai 2009 für den ANC wieder zum Mitglied der Nationalversammlung gewählt, in der sie nunmehr bis zu ihrem Mandatsverzicht am 31. März 2017 den Wahlkreis Noupoort vertrat. Am 10. Mai 2009 ernannte Präsident Jacob Zuma Dipuo in seinem ersten Kabinett zur Energieministerin (Minister of Energy). Im Rahmen einer Kabinettsumbildung übernahm sie von Ben Martins am 9. Juli 2013 das Amt als Transportministerin (Minister of Transport), das sie auch im zweiten Kabinett Zuma bis zu ihrem Rücktritt aus gesundheitlichen Gründen am 31. März 2017 bekleidete. 